# Mac Miller/Diskografie
Diese Diskografie ist eine Übersicht über die musikalischen Werke des US-amerikanischen Rappers Mac Miller. Den Schallplattenauszeichnungen zufolge hat er bisher mehr als 64,2 Millionen Tonträger verkauft, davon alleine in seiner Heimat über 59 Millionen. Seine erfolgreichste Veröffentlichung ist die Single Self Care mit über 6,6 Millionen verkauften Einheiten.

## Alben

### Studioalben
| Jahr                               | Titel Musiklabel                                   | Höchstplatzierung, Gesamtwochen, AuszeichnungChartplatzierungen (Jahr, Titel, Musiklabel, Platzierungen, Wochen, Auszeichnungen, Anmerkungen) | Höchstplatzierung, Gesamtwochen, AuszeichnungChartplatzierungen (Jahr, Titel, Musiklabel, Platzierungen, Wochen, Auszeichnungen, Anmerkungen) | Höchstplatzierung, Gesamtwochen, AuszeichnungChartplatzierungen (Jahr, Titel, Musiklabel, Platzierungen, Wochen, Auszeichnungen, Anmerkungen) | Höchstplatzierung, Gesamtwochen, AuszeichnungChartplatzierungen (Jahr, Titel, Musiklabel, Platzierungen, Wochen, Auszeichnungen, Anmerkungen) | Höchstplatzierung, Gesamtwochen, AuszeichnungChartplatzierungen (Jahr, Titel, Musiklabel, Platzierungen, Wochen, Auszeichnungen, Anmerkungen) | Anmerkungen                              |
| Jahr                               | Titel Musiklabel                                   | DE | AT | CH | UK | US | Anmerkungen                              |
| ---------------------------------- | -------------------------------------------------- | --- | --- | --- | --- | --- | ---------------------------------------- |
| 2011                               | Blue Slide Park Rostrum Records                    | — | — | — | UK143 (1 Wo.)UK | US1 Gold · (19 Wo.)US | Erstveröffentlichung: 8. November 2011   |
| 2013                               | Watching Movies with the Sound Off Rostrum Records | DE50 (1 Wo.)DE | — | CH42 (1 Wo.)CH | UK56 (1 Wo.)UK | US3 Gold · (15 Wo.)US | Erstveröffentlichung: 18. Juni 2013      |
| 2015                               | GO:OD AM Warner Records                            | DE72 (1 Wo.)DE | — | CH55 (1 Wo.)CH | UK76 (1 Wo.)UK | US4 Platin · (18 Wo.)US | Erstveröffentlichung: 18. September 2015 |
| 2016                               | The Divine Feminine Warner Records                 | DE67 (2 Wo.)DE | — | CH35 (1 Wo.)CH | UK59 Silber · (1 Wo.)UK | US2 Platin · (12 Wo.)US | Erstveröffentlichung: 16. September 2016 |
| 2018                               | Swimming Warner Records                            | DE54 (3 Wo.)DE | AT35 (1 Wo.)AT | CH23 (3 Wo.)CH | UK17 Gold · (4 Wo.)UK | US3 ×2Doppelplatin · (258 Wo.)US | Erstveröffentlichung: 3. August 2018     |
| Postum veröffentlichte Studioalben |                                                    | | | | | |                                          |
|                                    |                                                    | | | | | |                                          |
| 2020                               | Circles Warner Records                             | DE13 (6 Wo.)DE | AT8 (6 Wo.)AT | CH9 (7 Wo.)CH | UK8 Silber · (3 Wo.)UK | US3 Platin · (59 Wo.)US | Erstveröffentlichung: 17. Januar 2020    |
| 2025                               | Balloonerism Warner Records                        | DE8 (2 Wo.)DE | AT9 (1 Wo.)AT | CH6 (2 Wo.)CH | UK16 (1 Wo.)UK | US3 (5 Wo.)US | Erstveröffentlichung: 17. Januar 2025    |

### Livealben
| Jahr | Titel                       | Höchstplatzierung, Gesamtwochen, AuszeichnungChartplatzierungen (Jahr, Titel, Platzierungen, Wochen, Auszeichnungen, Anmerkungen) | Höchstplatzierung, Gesamtwochen, AuszeichnungChartplatzierungen (Jahr, Titel, Platzierungen, Wochen, Auszeichnungen, Anmerkungen) | Höchstplatzierung, Gesamtwochen, AuszeichnungChartplatzierungen (Jahr, Titel, Platzierungen, Wochen, Auszeichnungen, Anmerkungen) | Höchstplatzierung, Gesamtwochen, AuszeichnungChartplatzierungen (Jahr, Titel, Platzierungen, Wochen, Auszeichnungen, Anmerkungen) | Höchstplatzierung, Gesamtwochen, AuszeichnungChartplatzierungen (Jahr, Titel, Platzierungen, Wochen, Auszeichnungen, Anmerkungen) | Anmerkungen                           |
| Jahr | Titel                       | DE | AT | CH | UK | US | Anmerkungen                           |
| ---- | --------------------------- | --- | --- | --- | --- | --- | ------------------------------------- |
| 2023 | NPR Music Tiny Desk Concert | DE25 (1 Wo.)DE | — | — | — | — | Erstveröffentlichung: 10. August 2023 |

### Mixtapes
| Jahr | Titel Musiklabel                                        | Höchstplatzierung, Gesamtwochen, AuszeichnungChartplatzierungen (Jahr, Titel, Musiklabel, Platzierungen, Wochen, Auszeichnungen, Anmerkungen) | Höchstplatzierung, Gesamtwochen, AuszeichnungChartplatzierungen (Jahr, Titel, Musiklabel, Platzierungen, Wochen, Auszeichnungen, Anmerkungen) | Höchstplatzierung, Gesamtwochen, AuszeichnungChartplatzierungen (Jahr, Titel, Musiklabel, Platzierungen, Wochen, Auszeichnungen, Anmerkungen) | Höchstplatzierung, Gesamtwochen, AuszeichnungChartplatzierungen (Jahr, Titel, Musiklabel, Platzierungen, Wochen, Auszeichnungen, Anmerkungen) | Höchstplatzierung, Gesamtwochen, AuszeichnungChartplatzierungen (Jahr, Titel, Musiklabel, Platzierungen, Wochen, Auszeichnungen, Anmerkungen) | Anmerkungen                                                                                                   |
| Jahr | Titel Musiklabel                                        | DE | AT | CH | UK | US | Anmerkungen                                                                                                   |
| ---- | ------------------------------------------------------- | --- | --- | --- | --- | --- | --- |
| 2007 | But My Mackin’ Ain’t Easy Eigenvertrieb                 | — | — | — | — | — | Erstveröffentlichung: 2007                                                                                    |
| 2009 | The Jukebox: Prelude to Class Clown Eigenvertrieb       | — | — | — | — | — | Erstveröffentlichung: 1. Juni 2009                                                                            |
| 2009 | The High Life Eigenvertrieb                             | — | — | — | — | — | Erstveröffentlichung: 1. Dezember 2009                                                                        |
| 2010 | K.I.D.S. (Kickin’ Incredibly Dope Shit) Rostrum Records | — | — | — | — | US62 (5 Wo.)US | Erstveröffentlichung: 13. August 2010                                                                         |
| 2011 | Best Day Ever Rostrum Records                           | — | — | — | — | US26 (1 Wo.)US | Erstveröffentlichung: 11. März 2011                                                                           |
| 2011 | I Love Life, Thank You Rostrum Records                  | — | — | CH67 (1 Wo.)CH | — | US22 (3 Wo.)US | Erstveröffentlichung: 10. Oktober 2011 Wiederveröffentlichung (Streaming): 22. Juli 2022 Charteinstiege: 2022 |
| 2012 | Macadelic Rostrum Records                               | — | — | — | — | US61 (3 Wo.)US | Erstveröffentlichung: 23. März 2012                                                                           |
| 2013 | Run-On Sentences: Vol. 1 Eigenvertrieb                  | — | — | — | — | — | Erstveröffentlichung: 4. März 2013 als Larry Fisherman                                                        |
| 2013 | Stolen Youth Eigenvertrieb                              | — | — | — | — | — | Erstveröffentlichung: 20. Juni 2013 als Larry Fisherman                                                       |
| 2013 | Delusional Thomas Eigenvertrieb                         | — | — | — | — | — | Erstveröffentlichung: 31. Oktober 2013                                                                        |
| 2014 | Faces Warner Records                                    | DE30 (1 Wo.)DE | AT47 (1 Wo.)AT | CH34 (1 Wo.)CH | UK66 (1 Wo.)UK | US3 (4 Wo.)US | Erstveröffentlichung: 11. Mai 2014 Wiederveröffentlichung (Streaming): 15. Oktober 2021 Charteinstiege: 2021  |
| 2015 | Run-On Sentences: Vol. 2 Eigenvertrieb                  | — | — | — | — | — | Erstveröffentlichung: 29. Dezember 2015                                                                       |

### EPs
| Jahr | Titel                | Höchstplatzierung, Gesamtwochen, AuszeichnungChartplatzierungen (Jahr, Titel, Platzierungen, Wochen, Auszeichnungen, Anmerkungen) | Höchstplatzierung, Gesamtwochen, AuszeichnungChartplatzierungen (Jahr, Titel, Platzierungen, Wochen, Auszeichnungen, Anmerkungen) | Höchstplatzierung, Gesamtwochen, AuszeichnungChartplatzierungen (Jahr, Titel, Platzierungen, Wochen, Auszeichnungen, Anmerkungen) | Höchstplatzierung, Gesamtwochen, AuszeichnungChartplatzierungen (Jahr, Titel, Platzierungen, Wochen, Auszeichnungen, Anmerkungen) | Höchstplatzierung, Gesamtwochen, AuszeichnungChartplatzierungen (Jahr, Titel, Platzierungen, Wochen, Auszeichnungen, Anmerkungen) | Anmerkungen                                                                      |
| Jahr | Titel                | DE | AT | CH | UK | US | Anmerkungen                                                                      |
| ---- | -------------------- | --- | --- | --- | --- | --- | -------------------------------------------------------------------------------- |
| 2011 | On and On and Beyond | — | — | — | — | US55 (2 Wo.)US | Erstveröffentlichung: 29. März 2011                                              |
| 2012 | You                  | — | — | — | — | US196 (1 Wo.)US | Erstveröffentlichung: 21. November 2012 als Larry Lovestein & The Velvet Revival |

## Singles

### Als Leadmusiker
| Jahr | Titel Album                          | Höchstplatzierung, Gesamtwochen, AuszeichnungChartplatzierungen (Jahr, Titel, Album, Platzierungen, Wochen, Auszeichnungen, Anmerkungen) | Höchstplatzierung, Gesamtwochen, AuszeichnungChartplatzierungen (Jahr, Titel, Album, Platzierungen, Wochen, Auszeichnungen, Anmerkungen) | Höchstplatzierung, Gesamtwochen, AuszeichnungChartplatzierungen (Jahr, Titel, Album, Platzierungen, Wochen, Auszeichnungen, Anmerkungen) | Höchstplatzierung, Gesamtwochen, AuszeichnungChartplatzierungen (Jahr, Titel, Album, Platzierungen, Wochen, Auszeichnungen, Anmerkungen) | Höchstplatzierung, Gesamtwochen, AuszeichnungChartplatzierungen (Jahr, Titel, Album, Platzierungen, Wochen, Auszeichnungen, Anmerkungen) | Anmerkungen                                                   |
| Jahr | Titel Album                          | DE | AT | CH | UK | US | Anmerkungen                                                   |
| --- | ------------------------------------ | --- | --- | --- | --- | --- | ------------------------------------------------------------- |
| 2010 | Knock Knock K.I.D.S                  | — | — | — | — | US88 Platin · (1 Wo.)US | Erstveröffentlichung: 22. November 2010                       |
| 2011 | Donald Trump Best Day Ever           | — | — | — | — | US75 Platin · (7 Wo.)US | Erstveröffentlichung: 8. Februar 2011                         |
| 2011 | Frick Park Market Blue Slide Park    | — | — | — | — | US60 Gold · (2 Wo.)US | Erstveröffentlichung: 18. August 2011                         |
| 2011 | Smile Back Blue Slide Park           | — | — | — | — | US55 (1 Wo.)US | Erstveröffentlichung: 23. September 2011                      |
| 2011 | Party on Fifth Ave. Blue Slide Park  | — | — | — | — | US64 Gold · (6 Wo.)US | Erstveröffentlichung: 28. Oktober 2011                        |
| 2012 | Loud Macadelic                       | — | — | — | — | US53 Platin · (2 Wo.)US | Erstveröffentlichung: 12. April 2012                          |
| 2015 | 100 Grandkids GO:OD AM               | — | — | — | — | US100 Platin · (1 Wo.)US | Erstveröffentlichung: 7. August 2015                          |
| 2016 | My Favorite Part The Divine Feminine | — | — | — | UK— SilberUK | US— PlatinUS | Erstveröffentlichung: 8. September 2016 feat. Ariana Grande   |
| 2016 | Dang! The Divine Feminine            | — | — | — | UK— GoldUK | US— ×2DoppelplatinUS | Erstveröffentlichung: 16. September 2016 feat. Anderson .Paak |
| 2018 | Programs –                           | — | — | — | — | US— GoldUS | Erstveröffentlichung: 28. Mai 2018                            |
| 2018 | Self Care Swimming                   | — | — | — | UK61 Gold · (2 Wo.)UK | US33 ×6Sechsfachplatin · (3 Wo.)US | Erstveröffentlichung: 13. Juli 2018                           |
| 2018 | Hurt Feelings Swimming               | — | — | — | UK99 (1 Wo.)UK | US70 Platin · (1 Wo.)US | Erstveröffentlichung: 3. August 2018                          |
| 2018 | Come Back to Earth Swimming          | — | — | — | — | US91 ×2Doppelplatin · (1 Wo.)US | Erstveröffentlichung: 3. August 2018                          |
| 2020 | Good News Circles                    | DE75 (2 Wo.)DE | AT48 (2 Wo.)AT | CH43 (3 Wo.)CH | UK45 Silber · (4 Wo.)UK | US17 ×2Doppelplatin · (4 Wo.)US | Erstveröffentlichung: 9. Januar 2020                          |
| 2025 | 5 Dollar Pony Rides Balloonerism     | — | — | — | — | US85 (1 Wo.)US | Erstveröffentlichung: 9. Januar 2025                          |
| Folgende Lieder erschienen nicht als Single, wurden aber durch das Album zum Download und Streaming bereitgestellt und konnten somit eine Platzierung erlangen: |                                      | | | | | |                                                               |
| |                                      | | | | | |                                                               |
| 2020 | Blue World Circles                   | — | — | — | UK84 Silber · (1 Wo.)UK | US38 Platin · (2 Wo.)US | Charteinstieg: 24. Januar 2020                                |
| 2020 | Circles                              | — | — | — | UK85 (1 Wo.)UK | US48 Platin · (1 Wo.)US | Charteinstieg: 24. Januar 2020                                |
| 2020 | Complicated Circles                  | — | — | — | — | US63 Gold · (1 Wo.)US | Charteinstieg: 1. Februar 2020                                |
| 2020 | Hand Me Downs Circles                | — | — | — | — | US64 Gold · (1 Wo.)US | Charteinstieg: 1. Februar 2020                                |
| 2020 | I Can See Circles                    | — | — | — | — | US68 Gold · (1 Wo.)US | Charteinstieg: 1. Februar 2020                                |
| 2020 | Woods Circles                        | — | — | — | — | US75 Gold · (1 Wo.)US | Charteinstieg: 1. Februar 2020                                |
| 2020 | Everybody Circles                    | — | — | — | — | US80 Gold · (1 Wo.)US | Charteinstieg: 1. Februar 2020                                |
| 2020 | Surf Circles                         | — | — | — | — | US91 Gold · (1 Wo.)US | Charteinstieg: 1. Februar 2020                                |
| 2020 | That’s on Me Circles                 | — | — | — | — | US100 (1 Wo.)US | Charteinstieg: 1. Februar 2020                                |
| 2022 | Love Lost I Love Life, Thank You     | — | — | — | UK— SilberUK | US91 (1 Wo.)US | Charteinstieg: 6. August 2022                                 |
| 2025 | Funny Papers Balloonerism            | — | — | — | — | US77 (1 Wo.)US | Charteinstieg: 1. Februar 2025                                |
| 2025 | DJ’s Chord Organ Balloonerism        | — | — | — | — | US95 (1 Wo.)US | Charteinstieg: 1. Februar 2025 feat. SZA                      |
| 2025 | Stoned Balloonerism                  | — | — | — | — | US97 (1 Wo.)US | Charteinstieg: 1. Februar 2025                                |

### Als Gastmusiker
| Jahr | Titel Album         | Höchstplatzierung, Gesamtwochen, AuszeichnungChartplatzierungen (Jahr, Titel, Album, Platzierungen, Wochen, Auszeichnungen, Anmerkungen) | Höchstplatzierung, Gesamtwochen, AuszeichnungChartplatzierungen (Jahr, Titel, Album, Platzierungen, Wochen, Auszeichnungen, Anmerkungen) | Höchstplatzierung, Gesamtwochen, AuszeichnungChartplatzierungen (Jahr, Titel, Album, Platzierungen, Wochen, Auszeichnungen, Anmerkungen) | Höchstplatzierung, Gesamtwochen, AuszeichnungChartplatzierungen (Jahr, Titel, Album, Platzierungen, Wochen, Auszeichnungen, Anmerkungen) | Höchstplatzierung, Gesamtwochen, AuszeichnungChartplatzierungen (Jahr, Titel, Album, Platzierungen, Wochen, Auszeichnungen, Anmerkungen) | Anmerkungen                                                                      |
| Jahr | Titel Album         | DE | AT | CH | UK | US | Anmerkungen                                                                      |
| ---- | ------------------- | --- | --- | --- | --- | --- | -------------------------------------------------------------------------------- |
| 2013 | The Way Yours Truly | — | — | — | UK41 Gold · (9 Wo.)UK | US9 ×6Sechsfachplatin · (23 Wo.)US | Erstveröffentlichung: 25. März 2013 Ariana Grande feat. Mac Miller               |
| 2019 | Time Free Nationals | — | — | — | — | US— GoldUS | Erstveröffentlichung: 12. Juni 2019 Free Nationals feat. Mac Miller & Kali Uchis |

## Statistik

### Chartauswertung
|                     | DE    | AT    | CH    | UK    | US     |
| ------------------- | ----- | ----- | ----- | ----- | ------ |
| Nummer-eins-Alben   | DE—DE | AT—AT | CH—CH | UK—UK | US1US  |
| Top-10-Alben        | DE1DE | AT1AT | CH2CH | UK1UK | US8US  |
| Alben in den Charts | DE8DE | AT3AT | CH8CH | UK7UK | US14US |

|                       | DE    | AT    | CH    | UK    | US     |
| --------------------- | ----- | ----- | ----- | ----- | ------ |
| Nummer-eins-Singles   | DE—DE | AT—AT | CH—CH | UK—UK | US—US  |
| Top-10-Singles        | DE—DE | AT—AT | CH—CH | UK—UK | US1US  |
| Singles in den Charts | DE1DE | AT1AT | CH1CH | UK6UK | US22US |

### Auszeichnungen für Musikverkäufe
| Silberne Schallplatte - Vereinigtes Königreich - 2023: für das Lied Weekend - 2024: für das Lied Small Worlds - 2025: für das Lied Ladders - 2025: für das Lied Congratulations Goldene Schallplatte - Dänemark - 2013: für das Streaming Donald Trump - 2022: für die Single Dang! - 2022: für das Album Circles - 2023: für das Album The Divine Feminine - 2024: für das Lied The Spins - 2024: für die Single Self Care - Frankreich - 2022: für die Single Dang! - 2023: für das Album Swimming - 2024: für die Single Good News - 2024: für die Single Self Care - 2025: für das Album Circles - 2025: für das Lied The Spins - Kanada - 2012: für das Album Blue Side Park - Neuseeland - 2023: für das Album GO:OD AM - 2024: für das Album K.I.D.S. (Kickin’ Incredibly Dope Shit) - Norwegen - 2021: für die Single The Way - Polen - 2024: für die Single Good News - 2024: für die Single My Favorite Part - Portugal - 2021: für die Single Self Care - 2022: für die Single Good News - 2022: für die Single My Favorite Part - 2022: für die Single Dang! - Vereinigte Staaten - 2021: für das Lied The Spins - 2022: für das Lied Watching Movies - 2022: für das Lied Kool Aid & Frozen Pizza - 2022: für das Lied Objects in the Mirror - 2023: für das Lied Perfecto - 2023: für das Lied Conversation Pt.1 - 2023: für das Lied So It Goes - 2023: für das Lied Dunno - 2024: für das Lied Rush Hour - 2024: für das Lied Stay - 2024: für das Lied God is Fair, Sexy Nasty - 2024: für das Lied Soulmate - 2024: für das Lied Brand Name - 2024: für das Lied Ascension - 2024: für das Lied Clubhouse - 2024: für das Lied Ros | Platin-Schallplatte - Brasilien - 2023: für die Single The Way - Dänemark - 2024: für das Album Swimming - Kanada - 2018: für die Single The Way - Neuseeland - 2020: für die Single Dang! - 2021: für die Single The Way - 2021: für die Single Donald Trump - 2022: für die Single My Favorite Part - 2023: für das Album The Divine Feminine - 2023: für das Album Circles - Polen - 2023: für die Single Self Care - Vereinigte Staaten - 2023: für das Lied 2009 - 2023: für das Lied Jet Fuel - 2023: für das Lied Ladders - 2023: für das Lied What’s The Use - 2024: für das Lied Congratulations - 2024: für das Lied Wings - 2024: für das Lied Cinderella - Vereinigtes Königreich - 2025: für das Lied The Spins 2× Platin-Schallplatte - Australien - 2023: für die Single The Way - Neuseeland - 2023: für das Album Swimming - 2023: für das Lied Weekend - 2023: für die Single Self Care - Vereinigte Staaten - 2024: für das Lied Small Worlds 5× Platin-Schallplatte - Vereinigte Staaten - 2024: für das Lied Weekend |

Anmerkung: Auszeichnungen in Ländern aus den Charttabellen bzw. Chartboxen sind in ebendiesen zu finden.
| Land/RegionAuszeichnungen für Musikverkäufe (Land/Region, Auszeichnungen, Verkäufe, Quellen) | Silber       | Gold       | Platin       | Verkäufe   | Quellen              |
| -------------------------------------------------------------------------------------------- | ------------ | ---------- | ------------ | ---------- | -------------------- |
| Australien (ARIA)                                                                            | —            | —          | 2× Platin2   | 140.000    | aria.com.au          |
| Brasilien (PMB)                                                                              | —            | —          | Platin1      | 60.000     | pro-musicabr.org.br  |
| Dänemark (IFPI)                                                                              | —            | 6× Gold6   | Platin1      | 175.000    | ifpi.dk              |
| Frankreich (SNEP)                                                                            | —            | 6× Gold6   | —            | 500.000    | snepmusique.com      |
| Kanada (MC)                                                                                  | —            | Gold1      | Platin1      | 120.000    | musiccanada.com      |
| Neuseeland (RMNZ)                                                                            | —            | 2× Gold2   | 12× Platin12 | 315.000    | radioscope.co.nz NZ2 |
| Norwegen (IFPI)                                                                              | —            | —          | Platin1      | 60.000     | ifpi.no              |
| Polen (ZPAV)                                                                                 | —            | 2× Gold2   | Platin1      | 100.000    | olis.pl              |
| Portugal (AFP)                                                                               | —            | 4× Gold4   | —            | 20.000     | Einzelnachweise      |
| Vereinigte Staaten (RIAA)                                                                    | —            | 28× Gold28 | 45× Platin45 | 59.000.000 | riaa.com             |
| Vereinigtes Königreich (BPI)                                                                 | 10× Silber10 | 4× Gold4   | Platin1      | 3.760.000  | bpi.co.uk            |
| Insgesamt                                                                                    | 10× Silber10 | 53× Gold53 | 65× Platin65 |            |                      |